# Isla Obstruction (Washington)

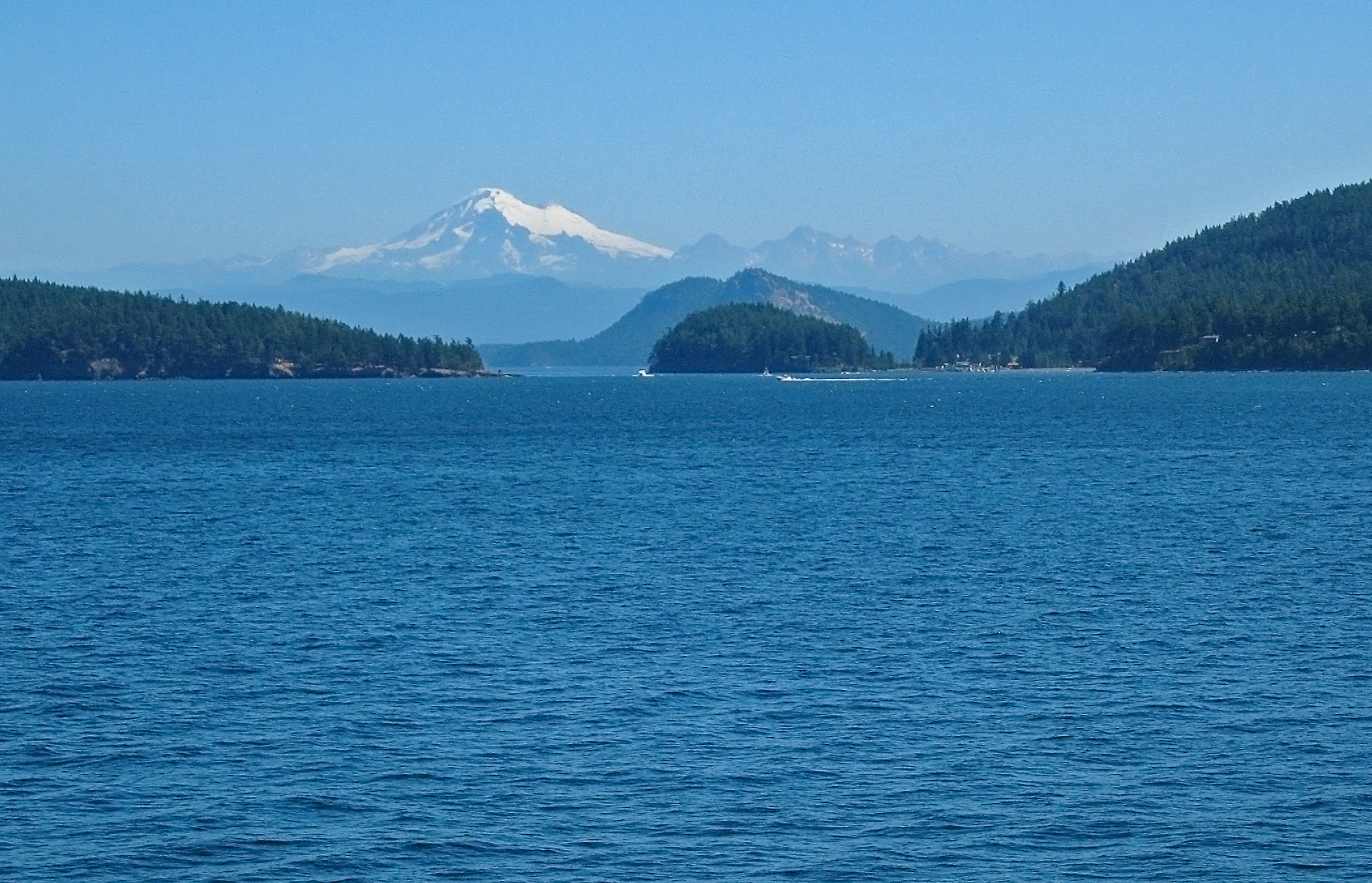
Vista desde el ferry a la Isla Obstruction. Se detalla la Isla Orcas en el lado izquierdo, la Isla Blakely a la derecha y la Isla Obstruction en el medio.

La isla Obstruction  es una isla del archipiélago de las islas San Juan, situadas en el estrecho de Georgia. Pertenecen al estado de Washington, Estados Unidos. 
La isla posee un área de 0.882 km² y una población de 8 personas, según el censo de 2000. La isla se encuentra entre la isla Orcas y la isla Blakely. 